# Giovanni Tani
Giovanni Tani (Sogliano al Rubicone, 8 aprile 1947) è un arcivescovo cattolico italiano, dal 7 gennaio 2023 arcivescovo emerito di Urbino-Urbania-Sant'Angelo in Vado.

## Biografia
Nasce a Sogliano al Rubicone, in provincia di Forlì-Cesena e diocesi di Rimini, l'8 aprile 1947; è secondo di quattro fratelli. Un cugino di suo padre, Antonio Tani, fu arcivescovo di Urbino dal 1932 al 1952.

### Formazione e ministero sacerdotale
Compie i primi studi presso il seminario minore di Rimini, il Pontificio seminario regionale Flaminio "Benedetto XV" di Bologna, il Pontificio Seminario Romano Maggiore ed infine studia presso la Pontificia Università Gregoriana, laureandosi in teologia spirituale.
Il 29 dicembre 1973 è ordinato presbitero, a Sogliano al Rubicone, dal vescovo Emilio Biancheri per la diocesi di Rimini.
Dal 1974 al 1985 è direttore spirituale del seminario di Rimini; poi dal 1985 al 1999 ricopre l'incarico di direttore spirituale presso il Pontificio Seminario Romano Maggiore. Nel 1992 è nominato cappellano di Sua Santità. Successivamente, dal 1999 al 2003, è parroco della chiesa di Nostra Signora di Lourdes a Tor Marancia a Roma.
Nel 2003 diventa rettore del Pontificio Seminario Romano Maggiore, rettore della basilica dei Santi Quattro Coronati a Roma, membro del consiglio presbiterale, membro del consiglio pastorale diocesano, presidente dei missionari nell'Istituto Imperiale Borromeo. Nel 2006 diventa assistente spirituale all'Apostolato Accademico Salvatoriano. Al momento della nomina episcopale è anche canonico onorario della cattedrale di Rimini.

### Ministero episcopale
Il 24 giugno 2011 papa Benedetto XVI lo nomina arcivescovo di Urbino-Urbania-Sant'Angelo in Vado; succede a Francesco Marinelli, dimessosi per raggiunti limiti di età. Il 17 settembre seguente riceve l'ordinazione episcopale, nella cattedrale di Urbino, dal cardinale Agostino Vallini, co-consacranti l'arcivescovo Francesco Marinelli e il vescovo Francesco Lambiasi. Durante la stessa celebrazione prende possesso dell'arcidiocesi.
È stato membro del consiglio per gli affari giuridici della Conferenza Episcopale Italiana e, dal 5 febbraio 2014 al 16 gennaio 2018, segretario generale della Conferenza episcopale marchigiana.
Il 7 gennaio 2023 papa Francesco accoglie la sua rinuncia, presentata per raggiunti limiti di età, al governo pastorale dell'arcidiocesi di Urbino-Urbania-Sant'Angelo in Vado; gli succede Sandro Salvucci, arcivescovo metropolita di Pesaro, avendo il papa unito in persona episcopi le due sedi. Rimane amministratore apostolico di Urbino-Urbania-Sant'Angelo in Vado fino all'ingresso del successore, che avviene il 5 marzo. Da arcivescovo emerito sceglie di stabilirsi a Roma.

## Genealogia episcopale
La genealogia episcopale è:
- Cardinale Scipione Rebiba
- Cardinale Giulio Antonio Santori
- Cardinale Girolamo Bernerio, O.P.
- Arcivescovo Galeazzo Sanvitale
- Cardinale Ludovico Ludovisi
- Cardinale Luigi Caetani
- Cardinale Ulderico Carpegna
- Cardinale Paluzzo Paluzzi Altieri degli Albertoni
- Papa Benedetto XIII
- Papa Benedetto XIV
- Cardinale Enrico Enriquez
- Arcivescovo Manuel Quintano Bonifaz
- Cardinale Buenaventura Córdoba Espinosa de la Cerda
- Cardinale Giuseppe Maria Doria Pamphilj
- Papa Pio VIII
- Papa Pio IX
- Cardinale Alessandro Franchi
- Cardinale Giovanni Simeoni
- Cardinale Vincenzo Vannutelli
- Cardinale Giovanni Battista Nasalli Rocca di Corneliano
- Cardinale Marcello Mimmi
- Arcivescovo Giacomo Palombella
- Cardinale Michele Giordano
- Cardinale Agostino Vallini
- Arcivescovo Giovanni Tani

## Araldica
| Stemma | Blasonatura |
| ------ | --- |
|        | Inquartato, d'azzurro e d'argento: nel 1º all'agnello pasquale con la testa rivolta, nimbato d'oro e tenente in sbarra con la zampa anteriore destra l'asta crociata dello stesso di un vessillo bifido d'argento alla croce di rosso, sostenuto da tre colli addossati verdeggianti; nel 2º al Palazzo Ducale di Urbino dei suoi colori al naturale, sormontato da una stella di sette raggi d'azzurro; nel 3º al gonfalone pontificio astato e cimato da un pomo crocettato d'oro, e gheronato di sette pezzi di rosso e d'oro; nel 4º alla colomba d'argento al volo spiegato, posta in maestà e nimbata d'oro, sormontante il mare fasciato ondato d'argento e del campo. |

## Opere
- Il "castello interiore" di Santa Teresa d'Avila. Un'interpretazione simbolica, Cinisello Balsamo, Edizioni San Paolo, 1991, ISBN 9788821521119.